# Kum Kum
Kum Kum es el segundo disco de estudio editado de la banda argentina Fun People editado en 1996.

## Lista de temas
1. Mother earth
2. Kiss me
3. Easy to come
4. World of hate
5. Skateboard From Hell
6. End of the world
7. Far away
8. Pilar
9. Masticar
10. Sunday
11. Kops (Will stop you)
12. B.O.A.O.
13. Poor man
14. Bad man
15. At home
16. Lolita
17. Rebel pose
18. Boxing bear
19. Sometimes
20. Come on
21. 9 años
22. Barefoot
23. Policía

- Canciones disponibles en la edición original de 1996

1. Mother earth
2. Kiss me
3. Easy to come
4. World of hate
5. Skateboard From Hell
6. End of the world
7. Far away
8. Pilar
9. Masticar
10. Sunday
11. Kops (Will stop you)
12. B.O.A.O.
13. Poor man
14. Bad man
15. At home
16. Lolita
17. Rebel pose
18. Boxing bear
19. Sometimes
20. Come on
21. 9 años
22. Barefoot
23. Policía
24. Querido
25. Fácil Volver
26. Mundo de odio x Jeff Phillips
27. Ragazza
28. Stay Free
29. Sonata d'amore
30. Point.

- Canciones disponibles en la reedición de 1998

## Ficha técnica
- Grabado en Del Abasto al Pasto por "Ricky" Villagra y Pedro.
- Primera edición solo de temas en estudio masterizada por The Great David Santos.
- Reedición de temas en estudio más 7 temas en vivo remasterizada por Andrés Mayo
- Arte de Tapa Jorge Gigante.
- Armado en Halo/Spiccolli Desenhos e Cores.

## Miembros
- Carlos "Nekro" Rodríguez: Voz
- Lucas Sequeira: Guitarra y coros
- Julian "Chuli" Pugliese: Bajo
- Sebastián "Gato" Garay: Batería